# Strachów
Strachów [pronunciación en polaco: /ˈstraxuf/] es una aldea en el distrito administrativo de Gmina Jadów, dentro del Distrito de Wołomin, Voivodato de Mazovia, en el centro-este de Polonia. Se encuentra a unos 8 kilómetros al norte de Jadów, 33 kilómetros al noreste de Wołomin, y 54 kilómetros al noreste de Varsovia.
El pueblo tiene una población de 160 habitantes.